# RPO-A Shmel
O RPO-A Shmel (em russo:  реактивный пехотный огнемёт РПО-А «Шмель», lit. 'lança-chamas de infantaria propelido por foguete "Mamangaba"') é uma arma termobárica assistida por foguete, portátil e de uso único. Embora seu nome seja traduzido diretamente como lança-chamas (e seja classificado como tal em documentos militares russos), o RPO-A Shmel é descrito com mais precisão como uma arma termobárica. O Shmel é projetado, produzido e exportado pela Federação Russa e anteriormente pela União Soviética. Entrou em serviço nas Forças Armadas Soviéticas no final da década de 1980 como sucessor do RPO Rys.

## Descrição
O RPO-A é um lançador independente em formato de tubo, de disparo único, que opera de forma muito semelhante ao lançador antitanque RPG-18, um tubo selado, carregado em pares. A mesma pessoa pode retirar o tubo, colocá-lo em posição de tiro e lançar a arma sem ajuda. Após o lançamento, o tubo é descartado. Todos os modelos são externamente semelhantes.
Projetado para derrotar posições de tiro inimigas ocultas, desativar veículos com blindagem leve e destruir a mão de obra inimiga. O alcance de mira com mira de dioptria é de 600 metros, com mira óptica OPO – 450 m, OPO-1 – até 850 m.

### Munição
Cada arma contém um único foguete, dos quais existem três variedades. O foguete básico é o RPO-A, que possui uma ogiva termobárica e é projetado para atacar alvos fáceis sob cobertura moderada. A RPO-Z é uma ogiva incendiária (de зажигательный, zazhigatel'nyy, 'incendiária') projetada para espalhar fogo e incendiar alvos. A RPO-D é uma ogiva de fumaça (de дымовой, dymovoy, 'relacionada à fumaça').

## Variantes

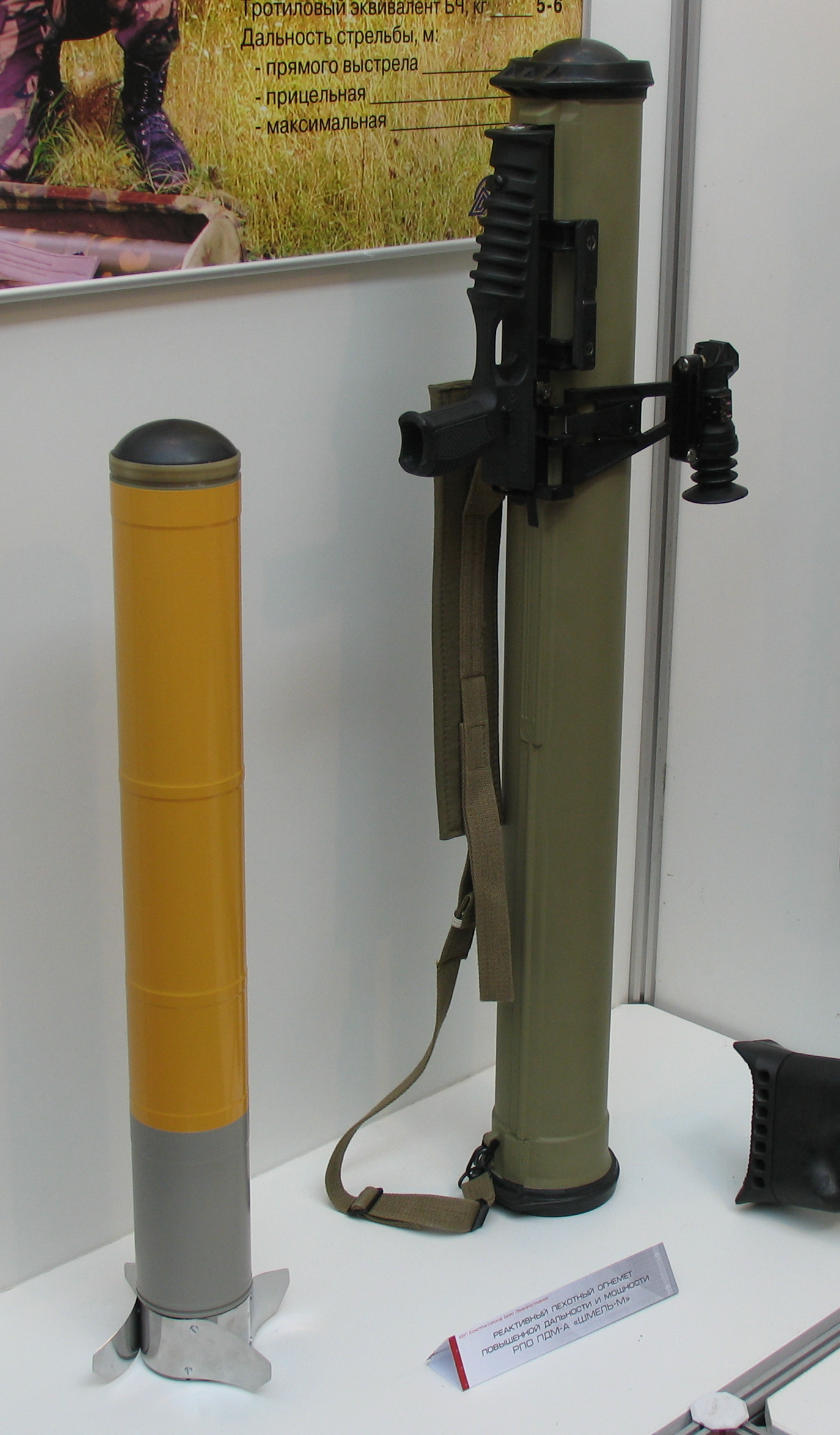
RPO PDM-A Shmel-M

Um desenvolvimento atualizado é o RPO-M "Shmel-M" aprimorado que foi mostrado pela primeira vez na Eurosatory 2006. Esta versão é semelhante à arma original, mas tem calibre de 90 mm, peso de 8,8 kg e um comprimento total de 940 mm. O sistema tem melhor ergonomia, um foguete aprimorado e melhor balística e efeitos terminais. Consiste em um tubo de lançamento descartável conectado a uma unidade de controle de fogo reutilizável que inclui o punho da pistola, gatilho eletrônico e segurança, e uma base dobrável com mira óptica e trilho adicional para mira infravermelha/noturna. O alcance efetivo é de 300 m, o alcance máximo de observação é de 800 m e o alcance máximo é de 1.700 m. O efeito de explosão da ogiva termobárica é equivalente a 5,5 kg de TNT, comparável a um projétil de artilharia de 155 mm. O "Shmel-M" também é conhecido como RPO PDM-A (de Повышенной Дальности и Мощности, Povyshennoy Dal'nosti i Moshchnosti, 'alcance e potência aprimorados') e é produzido para os mercados locais e de exportação. Uma versão com mira mecânica foi adotada em 24 de dezembro de 2003.
O MRO-A é um desenvolvimento menor da série RPO com calibre reduzido para 72,5 mm, semelhante ao RShG-2. É um lançador descartável, de tiro único, sem recuo, com comprimento total de 900 mm, peso de 4,7 kg e punho dobrável para frente. As miras são baseadas no RPO, com frente fixa e traseira de dioptria tipo escada dobrável, proporcionando um alcance efetivo de 90 m e alcance máximo de 450 m. A série MRO inclui diferentes versões, novamente baseadas nas versões RPO: MRO-A termobárica; MRO-D de fumaça de fósforo branco; e MRO-Z incendiária. Foi adotado pelo exército russo por volta de 2002 e emitido para tropas químicas para complementar o RPO-A maior.

MGK Bur (em russo:  малогабаритный гранатомётный Комплекс «Бур», transl. Malogabaritnyy Granatomotnyy Kompleks "Bur" - Sistema de lançamento de granadas compacto "Trado") é uma versão de 62 mm do RPO-M que consiste em dois componentes principais: o tubo de lançamento descartável e unidade de controle de incêndio reutilizável. Descrita como "o lançador de granadas mais compacto do mundo", a arma tem comprimento total de 742 mm e pesa 5 kg. Os tubos carregados pesam 3,5 kg e podem disparar ogivas termobáricas (rendimento de explosão semelhante a 6 kg de TNT ou um foguete de artilharia de 122 mm) ou de fragmentação. A unidade de controle de fogo é a mesma usada no RPO-M, pesando 1,5 kg e permitindo alcances de 25–650 m com mira diurna de linha de base; sistemas noturnos e térmicos também estão disponíveis. O alcance máximo é de 950 metros, com vida útil do mecanismo de disparo de pelo menos 500 tiros. Pode ser disparado em espaços confinados com volume mínimo de 30 metros cúbicos. Em outubro de 2014, foi aceito em serviço e a produção em série foi iniciada.

## Histórico de serviço
As armas RPO foram utilizadas pelo Exército Soviético no Afeganistão e pelas forças de invasão russas e pelas forças de resistência chechenas na Primeira e Segunda Guerras da Chechênia. Em Setembro de 1997, um grande número de RPO foram incluídos num lançamento aéreo de armas às forças pró-Nguesso durante a Segunda Guerra Civil da República do Congo. Em 3 de setembro de 2005, as forças russas usaram o RPO-A Shmel como parte do esforço para acabar com o cerco à escola de Beslan. Em 9 de agosto de 2014, durante a guerra em Donbas, o posto fronteiriço ucraniano de Milove foi atacado com armas termobáricas RPO. O edifício principal foi atingido por cinco foguetes incendiários. Foi usado com sucesso pelo exército indiano em setembro de 2016 para ataques cirúrgicos contra insurgentes na Caxemira administrada pelo Paquistão. Também foi usado em 8 de fevereiro de 2017 na Ucrânia, matando o comandante da República Popular de Donetsk, Mikhail "Givi" Tolstykh. A munição foi amplamente utilizada pela Federação Russa na invasão da Ucrânia em 2022.
Em 2 de outubro de 2023, um ataque de supostos membros do Partido dos Trabalhadores do Curdistão foi frustrado na capital turca, Ancara. Um atacante estava armado com uma carabina M4 e um lançador RPO.
Em 2 de dezembro de 2023, as Brigadas Izz ad-Din al-Qassam, o braço militar do Hamas, anunciaram seu primeiro uso da arma durante a guerra Israel-Hamas de 2023 para atingir uma força israelense especializada que se abrigava em uma casa em Jabalia, no norte de Gaza.

## Operadores

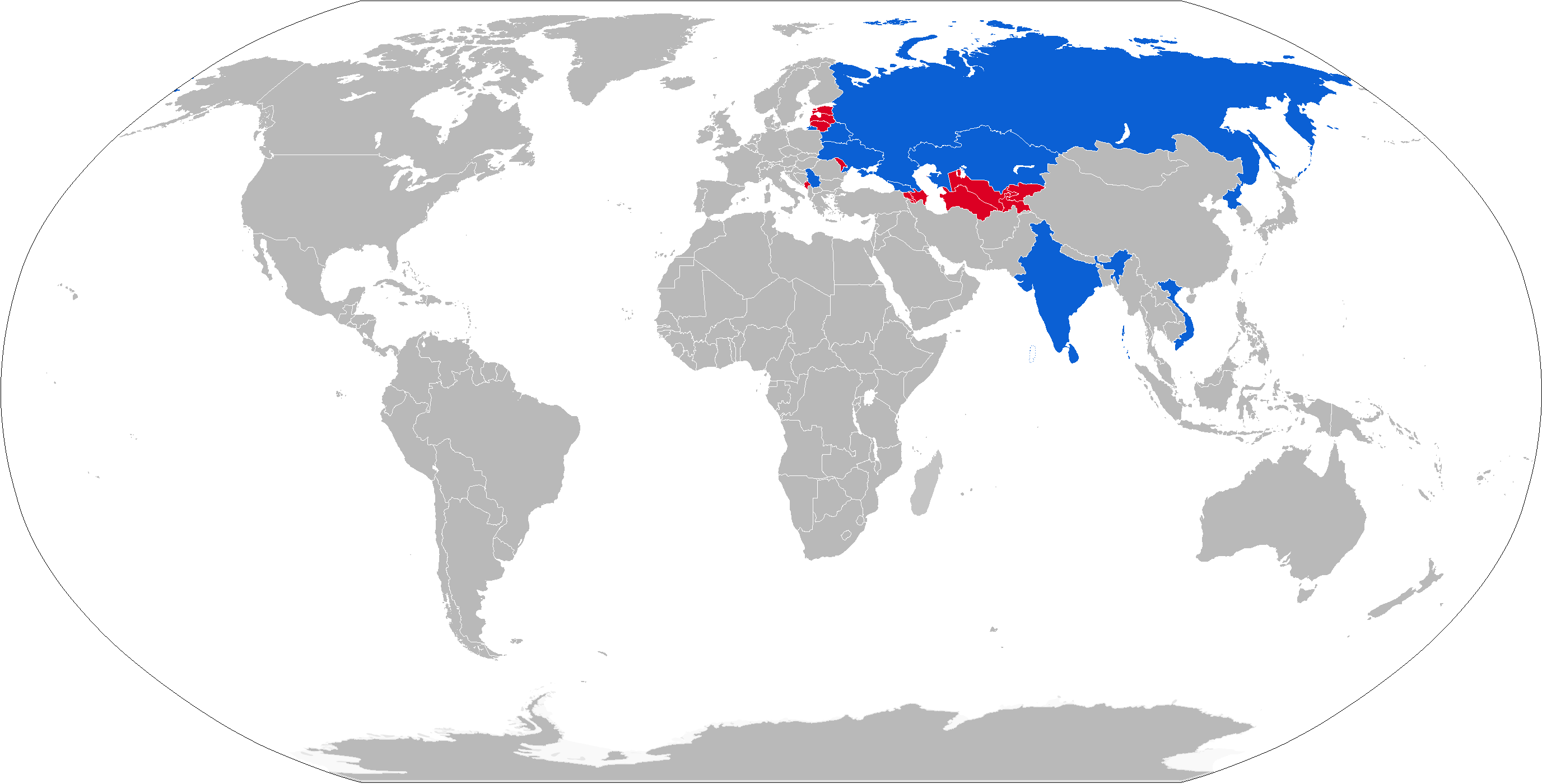
Operadores
Operadores atuais
Ex-operadores

### Operadores atuais
- Afeganistão[31]
- Armênia[32]
- Bielorrússia: O PDM-A Priz está substituindo o RPO-A Shmel[33]
- China: Produzido sob licença no nome PF97
- Republic of Congo

- Milícia Cobra recebeu vários RPO-A em setembro de 1997

- Forças Democráticas pela Libertação de Ruanda[1]
- Fiji[34]
- Georgia[35][36]
- Índia[37]
- Rússia
- Sri Lanka[38]
- Síria[39]
- Ucrânia[3]
- Vietname[40]

### Ex-operadores
- União Soviética
- Sérvia e Montenegro
- República Chechena da Ichkeria